# Топол (Блоке)
Топол (словен. Topol) — поселення в общині Блоке, Регіон Нотрансько-крашка, Словенія. Висота над рівнем моря: 722,2 м.